# Hennenbach
Hennenbach (fränkisch: Hännaba) ist ein Gemeindeteil der kreisfreien Stadt Ansbach (Mittelfranken, Bayern). Die Gemarkung Hennenbach hat eine Fläche von 15,333 km². Sie ist in 3213 Flurstücke aufgeteilt, die eine durchschnittliche Fläche von 4772,10 m² haben. In ihr liegen neben dem namensgebenden Ort die Gemeindeteile Egloffswinden, Fischhaus, Galgenmühle, Heimweg, Kammerforst, Katterbach, Pfaffengreuth, Obereichenbach, Rabenhof, Weinberg, Wengenstadt und Windmühle (bei Pfaffengreuth).

## Geografie
Das Dorf liegt am Hennenbach. Der Ort bildet mit Weinberg im Westen und Ansbach im Süden eine geschlossene Siedlung. 0,5 km nordwestlich liegen die Weiherranken und das Waldgebiet Tiergarten. Östlich von Hennenbach verläuft die Kreisstraße ANs 2/AN 9 nach Weihenzell (5 km nördlich) bzw. nach Ansbach zur Bundesstraße 13 (1,7 km südwestlich). Gemeindeverbindungsstraßen führen nach Egloffswinden (1,5 km nördlich), nach Ansbach (1 km südlich) und nach Weinberg (0,7 km westlich).

## Geschichte
Erstmals erwähnt wurde der Ort 1288, als er von den Herren von Dornberg in den Besitz der Grafen von Oettingen überging. Gegründet wurde er vermutlich von einem Siedler namens Hanno bzw. Henno. Seiner eher ungünstigen Siedlungslage nach (hängendes Gelände über schmalem Talgrund) dürfte Hennenbach zu den späteren Siedlungen des Landausbaus zählen, frühestens Ende des 9. Jahrhunderts, eher im 10. Jahrhundert.
Im Jahre 1353 erwarb das Kloster Heilsbronn durch Schenkung von Ernst von Onolzbach zwei Höfe in Hennenbach. Andere Güter unterstanden dem St.-Gumbertus-Stift und dem markgräflichen Hofkastenamt Ansbach.
Im 16-Punkte-Bericht des Klosteramts Heilsbronn aus dem Jahr 1608 wurden für Hennenbach ein Bauer und ein Köbler angegeben, die dem Klosterverwalteramt Heilsbronn unterstanden. Die anderen Grundherren wurden nicht aufgelistet.
Gegen Ende des 18. Jahrhunderts bildete Hennenbach mit der Galgenmühle eine Realgemeinde bestehend aus 20 Anwesen. Das Hochgericht und die Dorf- und Gemeindeherrschaft übte das brandenburg-ansbachische Hofkastenamt Ansbach aus. Alle Anwesen hatten das Fürstentum Ansbach als Grundherrn (Hofkastenamt Ansbach: ein Schlossgut, ein Wirtschaftsgut und ein Haus; Stiftsamt Ansbach: eine Mühle; Hospital Ansbach: ein Hof, zehn Güter, ein Mühlgut und ein Haus; Klosterverwalteramt Heilsbronn: ein Söldengut und zwei Leerhäuser). Neben den Anwesen gab es noch kommunale Gebäude (Schulhaus, Hirtenhaus sowie Brechhaus). Von 1797 bis 1808 unterstand der Ort dem Justiz- und Kammeramt Ansbach.
Im Jahre 1806 kam Hennenbach an das Königreich Bayern. Im Rahmen des Gemeindeedikts wurde 1808 der Steuerdistrikt Hennenbach gebildet, zu dem Egloffswinden, Galgenmühle, Grüb, Kammerforst, Strüth und Weinberg gehörten. Die Ruralgemeinde Hennenbach entstand 1811 und war deckungsgleich mit dem Steuerdistrikt. Sie war in Verwaltung und Gerichtsbarkeit dem Landgericht Ansbach zugeordnet und in der Finanzverwaltung dem Rentamt Ansbach (1919 in Finanzamt Ansbach umbenannt). 1809 wurde von Karl Heinrich von Lang auf dem Gemeindegebiet die Windmühle gegründet, 1816/17 Heimweg.
Mit dem Zweiten Gemeindeedikt (1818) kam es zu folgenden Veränderungen:
- Grüb zur Ruralgemeinde Weihenzell;
- Strüth zur Ruralgemeinde Neuses;
- Fischhaus, Katterbach, Obereichenbach und Wengenstadt von der aufgelösten Ruralgemeinde Katterbach nach Hennenbach;
- Pfaffengreuth von der Ruralgemeinde Eyb nach Hennenbach.

Pfaffengreuth wurde bereits am 25. August 1830 wieder nach Eyb umgemeindet. 1833 wurde der Rabenhof gegründet. Ab 1862 gehörte Hennenbach zum Bezirksamt Ansbach (1939 in Landkreis Ansbach umbenannt). Die Gerichtsbarkeit blieb beim Landgericht Ansbach, von 1870 bis 1879 war das Stadt- und Landgericht Ansbach zuständig, seit 1880 ist es das Amtsgericht Ansbach.
Im Jahre 1960 kam der Kammerforsterhang zur Stadt und 1963 wurde die Siedlung von Weinberg nach Ansbach eingemeindet. Die Gemeinde hatte 1964 eine Gebietsfläche von 14,534 km². Am 1. Juli 1972 wurde Hennenbach im Zuge der Gebietsreform in Bayern nach Ansbach eingemeindet.
Hennenbach hat an öffentlichen Einrichtungen einen Kindergarten, eine Grundschule, ein evangelisches Gemeindehaus und ein Feuerwehrhaus.

### Baudenkmäler
In Hennenbach gibt es vier Baudenkmäler:
- Am Ring 9 (ehemaliges Markgrafenschlösschen des ehemals markgräflichen Wildparks): zweigeschossiger Bau mit verputztem Fachwerkobergeschoss, zum Teil abgebrochen; Schlossmauer mit Nebengebäuden (Scheune und Hundsbäckerei) erhalten
- Am Ring 17 (ehemaliges Wildmeisterhaus): zweigeschossiger Massivbau mit rustizierten Ecklisenen und Walmdach von 1750; daneben etwa gleichzeitige Zehntscheune als Fachwerkbau
- Am Ring 31 (Schwarzbecksche Mühle): zweigeschossiges traufseitiges Haus mit Schleppgauben, bezeichnet „1779“ und „1801“

ehemalige Baudenkmäler
- Haus Nr. 8: zweigeschossiger Massivbau des 18. Jahrhunderts mit rustizierten Ecklisenen und Zwerchhaus, Fachwerkscheune[21]
- Haus Nr. 11: zweigeschossiger Bau aus der zweiten Hälfte des 18. Jahrhunderts mit rustizierten Ecklisenen und Zwerchgiebel[21]
- Haus Nr. 17/18: Fachwerkscheune des 18. Jahrhunderts mit Mansarddach[21]

### Bodendenkmäler
In der Gemarkung Hennenbach gibt es neun Bodendenkmäler.

### Einwohnerentwicklung
Gemeinde Hennenbach
| Jahr      | 1818   | 1840   | 1852   | 1855   | 1861   | 1867   | 1871   | 1875   | 1880   | 1885   | 1890   | 1895   | 1900   | 1905   | 1910   | 1919   | 1925   | 1933   | 1939   | 1946   | 1950   | 1952   | 1961   | 1970   |
| Einwohner | 577    | 584    | 566    | 577    | 582    | 573    | 539    | 580    | 570    | 536    | 545    | 535    | 540    | 559    | 616    | 601    | 616    | 646    | 1866   | 1269   | 1928   | 2011   | 1949   | 2208   |
| Häuser    | 87     | 94     |        |        |        |        | 88     |        |        | 91     | 92     |        | 96     |        |        |        | 97     |        |        |        | 165    |        | 269    |        |
| Quelle    | [ 23 ] | [ 24 ] | [ 25 ] | [ 25 ] | [ 26 ] | [ 27 ] | [ 28 ] | [ 29 ] | [ 30 ] | [ 31 ] | [ 32 ] | [ 25 ] | [ 33 ] | [ 25 ] | [ 34 ] | [ 25 ] | [ 35 ] | [ 25 ] | [ 25 ] | [ 25 ] | [ 36 ] | [ 25 ] | [ 17 ] | [ 37 ] |

Ort Hennenbach
| Jahr      | 001818 | 001840 | 001861 | 001871 | 001885 | 001900 | 001925 | 001950 | 001961 | 001970 | 001987 |
| Einwohner | 187    | 185    | *208   | 140    | 128    | 128    | 137    | 296    | 398    | 1061   | 1825   |
| Häuser    | 26     | 24     |        |        | 27     | 26     | 28     | 34     | 73     |        | 506    |
| Quelle    | [ 23 ] | [ 24 ] | [ 26 ] | [ 28 ] | [ 31 ] | [ 33 ] | [ 35 ] | [ 36 ] | [ 17 ] | [ 37 ] | [ 1 ]  |

### Wappen
Bis zur Eingemeindung führte Hennenbach ein amtliches Wappen. Die Wappenbeschreibung lautet: „Oberer Teil mit weißem Hirschgeweih, unterer Teil zwei gekreuzte Pfeile.“ Das Hirschgeweih sollte an das Jagdgebiet „Tiergarten“ erinnern, das vom Markgrafen von 1581 bis etwa 1750 genutzt wurde. Die zwei gekreuzten Pfeile stehen symbolisch für den bedeutendsten Gemeindebürger Karl Heinrich Ritter von Lang.

## Religion
Der Ort ist seit der Reformation evangelisch-lutherisch geprägt und bis heute nach St. Johannis (Ansbach) gepfarrt. Die Einwohner römisch-katholischer Konfession waren zunächst nach St. Ludwig (Ansbach) gepfarrt, seit 1970 ist die Pfarrei Christ König (Ansbach) zuständig.